# Communauté de communes du Saintois
Ne doit pas être confondu avec Communauté de communes du Pays du Saintois ou Communauté de communes du Saintois au Vermois.
La communauté de communes du Saintois est une ancienne structure intercommunale française, plus précisément une communauté de communes, qui était située dans le département de Meurthe-et-Moselle, et inspirée par la région naturelle du Saintois.
Le 1er janvier 2013, elle fusionne avec la Communauté de communes la Pipistrelle et la Communauté de communes du Mirabée pour former la Communauté de communes du Pays du Saintois.

## Histoire
- La « Communauté de communes du Pays du Saintois  » est créée le 1er janvier 1999.
- Le 29 décembre 2000, les communes d'Affracourt et de Vaudigny rejoignent la communauté.
- Le 12 avril 2001, Ormes-et-Ville intègre la communauté.
- Le 24 octobre 2001, les communes de Germonville et Laneuveville-devant-Bayon adhère à la communauté.
- Le 9 mai 2003, They-sous-Vaudemont rejoint la communauté de communes.
- Le 24 novembre 2004, les communes de Leménil-Mitry et Vaudémont intègrent la communauté.
- Le 21 décembre 2005, Vitrey adhère à la communauté.
- Le 11 décembre 2006, Vaudeville rejoint la communauté de communes.

## Composition
La communauté de communes était composée de 36 communes :
1. Tantonville (siège)
2. Affracourt
3. Autrey
4. Benney
5. Ceintrey
6. Chaouilley
7. Clérey-sur-Brenon
8. Crantenoy
9. Dommarie-Eulmont
10. Étreval
11. Forcelles-Saint-Gorgon
12. Germonville
13. Goviller
14. Gripport
15. Hammeville
16. Haroué
17. Houdelmont
18. Lalœuf
19. Laneuveville-devant-Bayon
20. Lemainville
21. Leménil-Mitry
22. Ognéville
23. Omelmont
24. Ormes-et-Ville
25. Parey-Saint-Césaire
26. Saint-Remimont
27. Saxon-Sion
28. They-sous-Vaudemont
29. Thorey-Lyautey
30. Vaudémont
31. Vaudeville
32. Vaudigny
33. Vézelise
34. Vitrey
35. Voinémont
36. Vroncourt

## Administration
| Période      | Période          | Identité           | Étiquette | Qualité                         |
| ------------ | ---------------- | ------------------ | --------- | ------------------------------- |
| janvier 1999 | 2002 (démission) | Claude Huriet      |           | Maire de Vroncourt (1989-2002)  |
| 2002         | 1er janvier 2013 | Jean-Jacques Henry | UMP       | Maire de Goviller (depuis 2001) |